# Bryan Lee O'Malley
Bryan Lee O'Malley (nacido el 21 de febrero de 1979) es un artista de historietas canadiense, reconocido mayormente por su serie Scott Pilgrim (2004-2010). O'Malley es también compositor y músico, usando el alias Kupek.

## Carrera
Bryan asistió a la Escuela Secundaria Católica St. Thomas Aquinas en London (Ontario). Finalizado sus estudios secundarios, decidió estudiar cine en la Universidad Western Ontario, pero abandono la carrera antes de recibirse.
Antes de publicar su propio contenido, O'Malley ilustró la miniserie Hopeless Savages: Ground Zero publicada por Oni Press, escrita por Jen Van Meter. También trabajó como letrista en varios cómics de Oni Press, incluyendo la mayoría de los trabajos de Chynna Clugston realizados entre 2002 y 2005.
Publicó su primera novela gráfica en 2003 por medio de Oni Press, titulada Lost at Sea. Lost at Sea es una historia sobre una chica tímida de 18 años llamada Raleigh, que cree que un gato le robó el alma, y el viaje por carretera que realiza por los Estados Unidos con varios adolescentes de su escuela que ella apenas conoce.
Desde 2004 a 2010, O'Malley trabajó en la serie novelas gráficas Scott Pilgrim de seis volúmenes, publicada por Oni Press en libros en blanco y negro en formato digest. La serie fue un éxito comercial y de reseñas, generando un relanzamiento a todo color. En agosto de 2010, se estrenó la película Scott Pilgrim vs. the World, basada en su novela gráfica homónima, así como una adaptación a videojuego y varias bandas sonoras oficiales. Recién en 2023 se hizo una versión en serie animada titulada Scott Pilgrim Takes Off con ocho episodios disponibles.

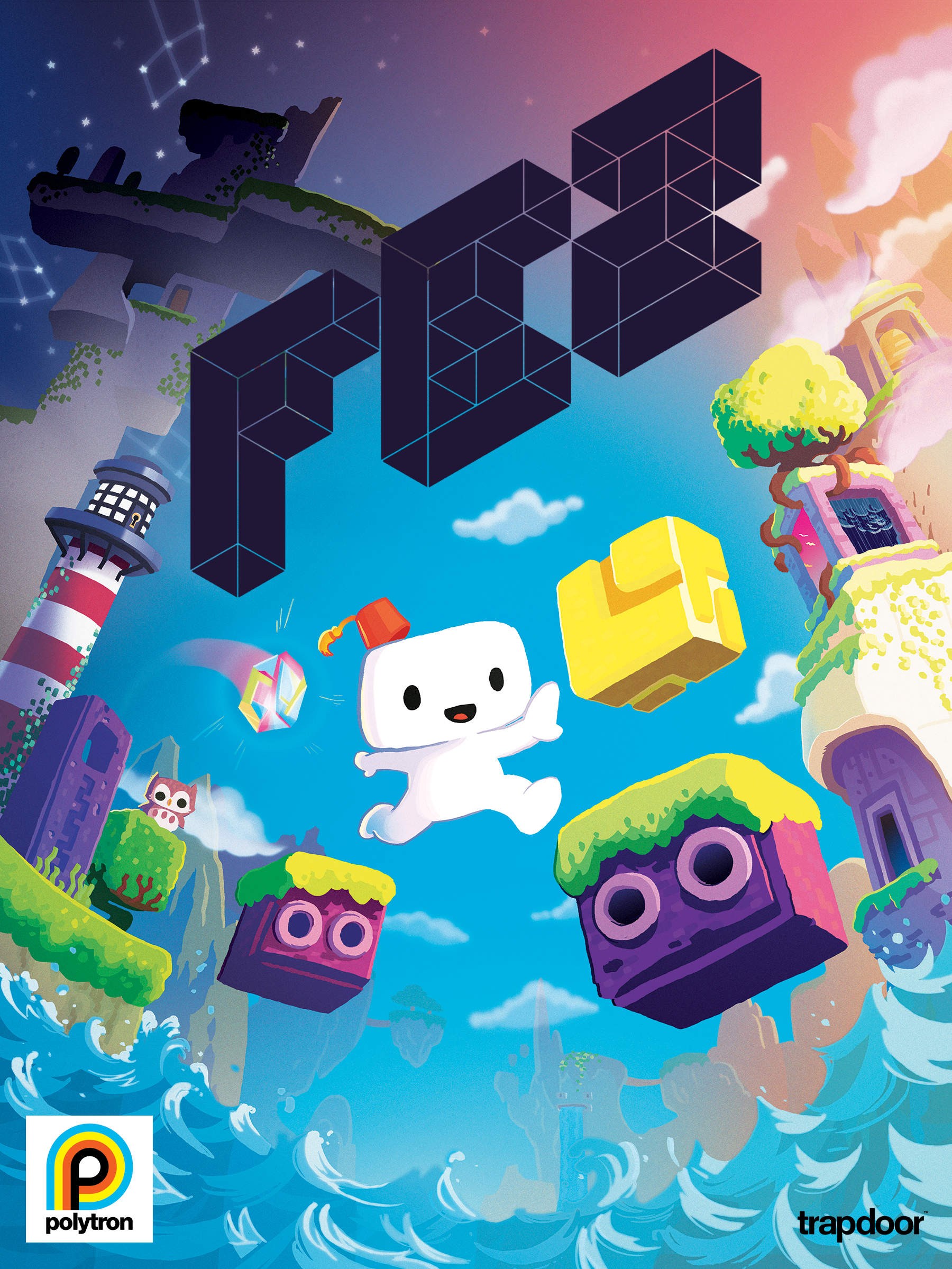
O'Malley diseñó la imagen de portada para el videojuego Fez.

En 2012, creó la ilustración de portada para el exitoso videojuego indie Fez. En julio de 2014, publicó su tercera novela gráfica Seconds por medio de Ballantine Books. A mediados de 2016, O'Malley reveló el título de su próxima gran novela gráfica, Worst World, que actualmente no tiene fecha de lanzamiento. También es cocreador del cómic en curso Snotgirl junto con Leslie Hung. Él está catalogado oficialmente como su escritor.

## Vida personal
O'Malley es mitad coreano y mitad franco-canadiense. Estuvo casado desde 2004 hasta 2014 con la también dibujante Hope Larson. Ellos vivieron juntos en Toronto en 2004, Halifax en 2005, Carolina del Norte de 2008 a 2010 y Los Ángeles. Se divorciaron en 2014.

## Premios
En 2005 O'Malley ganó el Doug Wright Award como el Mejor Talento Emergente y fue nominado para tres Harvey Awards. En 2006 fue nominado como Mejor Escritor Artista Humorístico en los Eisner Award y ganó el 'Outstanding Canadian Comic Book Cartoonist' en los Joe Shuster Awards.

### Novelas gráficas
- Lost at Sea (2003, ISBN 1-929998-71-6)
- Scott Pilgrim's Precious Little Life (2004, ISBN 1-932664-08-4)
- Scott Pilgrim vs. the World (2005, ISBN 1-932664-12-2)
- Scott Pilgrim & the Infinite Sadness (2006, ISBN 1-932664-22-X)
- Scott Pilgrim Gets It Together (2007, ISBN 1-93266-49-1)
- Scott Pilgrim vs. the Universe (2009, ISBN 1-934964-10-7)
- Scott Pilgrim's Finest Hour (2010, ISBN 9781934964385)
- Seconds (2014, ISBN 978-84-9062-314-5)
- Worst World (TBA)[10]

### Historietas
- Hopeless Savages: Ground Zero (ISBN 1-929998-99-6)
- Sex Criminals #11 (ilustración para portada variante)[11]
- Young Avengers #1 (ilustración para portada variante)[12]
- Sacrifice #5 (ilustración para portada variante)[13]
- The Wicked + The Divine #1 (ilustración para portada variante)[14]
- Kaijumax #1 (ilustración para portada variante)[15]
- Jonesy #1 (ilustración para portada variante)[16]
- Snotgirl (escritor)
- Street Angel (ilustración pin-up)

### Historias cortas
- "Lost At Sea", un cómic a todo color de dos páginas incluido en Oni Press Color Special 2002
- "Monica Beetle" incluido en Project: Superior (ISBN 0-9721794-8-8)
- "Smiling Is Something Other People Do", incluido en The SPX 2003 Anthology (ISBN 0-9721794-3-7)

## Música
O'Malley también es compositor y músico (bajo su alias Kupek) y anteriormente estuvo en varias bandas de Toronto de corta duración como Imperial Otter y Honey Dear.
- This is Intolerable (2002)
- Nameless, Faceless Compilation (2004)
- Awkward Songz (2005; álbum dividido con Faux Photos)
- Before the Beginning and After the End (2006)
- B is for Bupek: Miscellany by Kupek (2007)
- Tries Again (2008)
- Good Time Singles Club (2009)